# Ornithoptera rothschildi

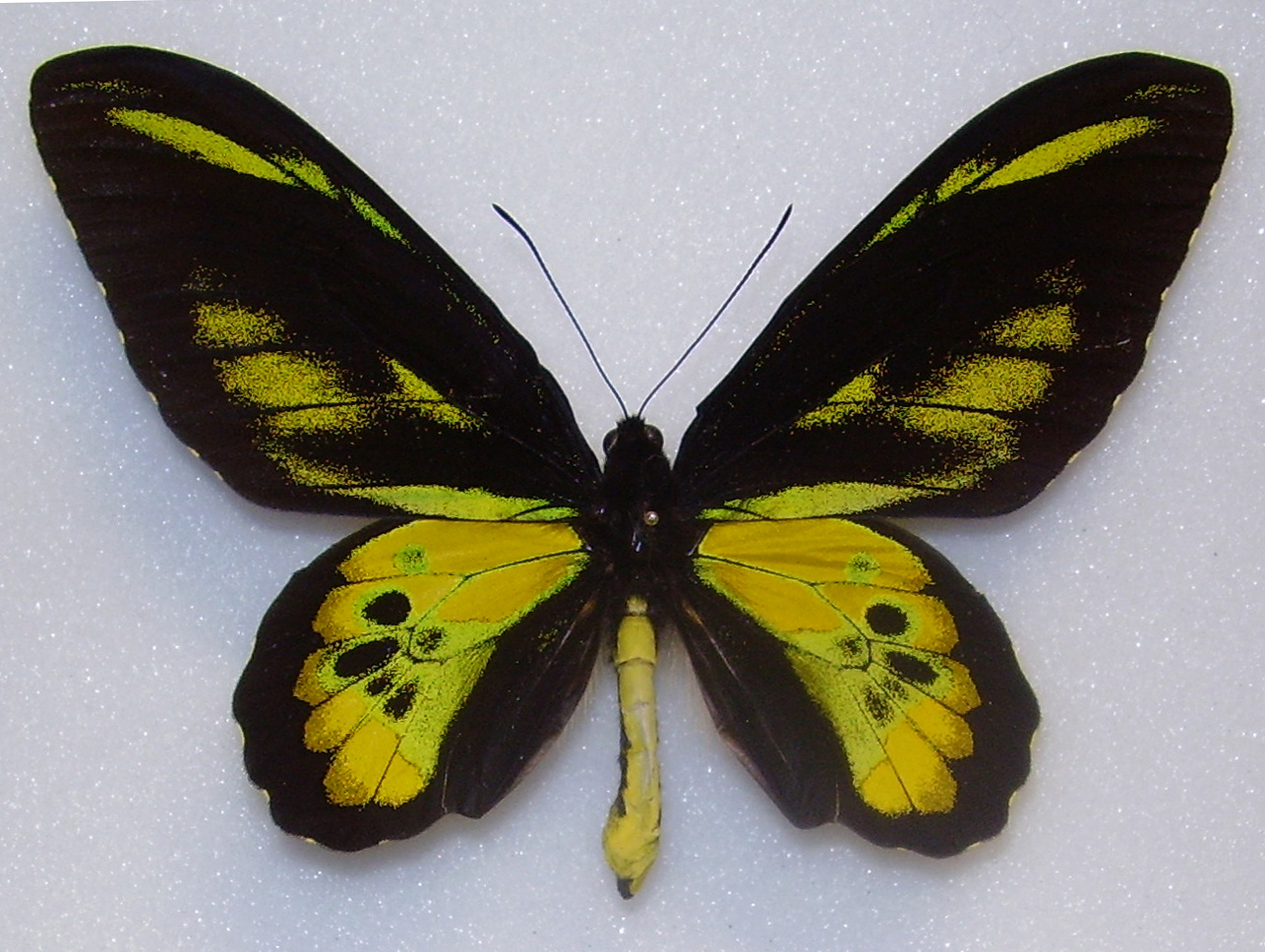
Männchen

Ornithoptera rothschildi (englisch: Rothschild's birdwing) ist ein großer Schmetterling aus der Familie der Ritterfalter und gehört zur Gattung der Vogelfalter (auch Vogelflügelfalter oder Vogelflügler genannt). Er ist endemisch im Arfakgebirge von Westneuguinea.
Der erste Forscher, der dieser Art begegnete, war der Entomologe Carl Brenders Pratt. Die erste Beschreibung stammt aus dem Jahre 1911 von George H. Kenrick. Er wurde nach dem britischen Adeligen und Zoologen Lionel Walter Rothschild, 2. Baron Rothschild benannt, der viele Expeditionen nach Neuguinea und Papua finanzierte.

## Merkmale
Die Weibchen erreichen eine Flügelspannweite bis zu 15 Zentimeter. Die Vorderflügel sind dunkelbraun bis schwarzbraun gezeichnet mit cremigweissen Punkten. Das hintere Flügelpaar ist umrandet mit schwarzen Schuppen und ist im mittleren Bereich gelb gefärbt mit schwarzen Punkten. Der Unterleib hat schwarze haarige Ringe. 
Die Männchen sind etwas kleiner, haben dafür aber buntschillernde Schuppen. Die Flügelspannweite beträgt zirka 13 Zentimeter und die Körperlänge bis zu acht Zentimeter. Das vordere Flügelpaar ist umrahmt mit schwarzen Schuppen und im mittleren Bereich sind die Schuppen schwarz, gelbgrün und gelb gefärbt. Das hintere Flügelpaar hat schwarze Schuppen am Rande. Der mittlere Bereich ist gelb gezeichnet mit schwarzen Punkten, an dem sich kleinere Flecken, die lindgrün gefärbt sind, angrenzen. Der Hinterleib ist goldgelb.

## Lebensweise
Im Gegensatz zu anderen Vogelfaltern trinkt er nicht aus Pfützen, sondern bezieht das Wasser aus dem Nektar, den er sich aus den Blüten saugt. 

## Verbreitung
Ornithoptera rothschildi hat die am stärksten eingeschränkte Verbreitung von allen Vogelfaltern. Sein Lebensraum sind Blumenwiesen in einer Höhe von 1.800 bis 2.700 m über dem Meeresspiegel in windgeschützten Tälern und Schluchten des Mt. Arfak und Mt. Koberai sowie Lake Anggi und Manyam Bou im Arfakgebirge Westpapuas.

## Gefährdung
Ornithoptera rothschildi ist schon durch sein geringes Verbreitungsareal potentiell gefährdet. Die eigentliche Gefahr geht aber von der Lebensraumzerstörung aus, da die natürlichen Bergwiesen durch landwirtschaftliche Nutzung, die Anlage von Plantagen und Bautätigkeit immer mehr verschwinden. Ornithoptera rothschildi ist durch Anhang II des CITES-Abkommens geschützt.

## Seltener Hybride
1977 entdeckte man in der Nähe des Mt. Arfak das Weibchen einer neuen Schmetterlingsart die als Ornithoptera akakeae beschrieben wurde. Zwei Jahre später stellte man jedoch fest, dass es sich um eine natürliche Kreuzung aus Ornithoptera rothschildi und Ornithoptera priamus poseidon handelte.